# 姉歯松平
姉歯 松平（あねは しょうへい、1885年（明治18年）5月17日 - 1941年（昭和16年）10月10日）は、日本の裁判官、弁護士、法学者。日本統治下の台湾で活動した。

## 経歴
1885年（明治18年）、宮城県栗原郡長岡村大野（現在の大崎市古川大野）に、姉歯五郎左衛門の五男として生まれた:1。 中学生のとき、学費が払えず中学校を中退し、のちに上京し、弁護士飯田宏作の事務所で写字生として活動した:225:311:17。 1906年（明治39年）6月、中央大学専門科卒業後、1907年、1908年、1909年、1910年の4回にわたって判事検事登用試験を受験したものの 、いずれも失敗し、1911年（明治44年）にようやく合格を果たした。 同年12月、東京地方裁判所で司法官試補となったものの:226、翌年、飯田宏作が弁護士を辞職したため、司法官試補を辞して飯田の弁護士事務所に戻り弁護士として活動を開始した。その後、飯田の妻が姉歯に自分たちの婿養子になるよう提案したところ、姉歯はそれを拒否し、逃げるように台湾に渡ることになった:226:199。1912年（大正元年）10月1日に台湾に到着し、翌月に台北地方法院検査局に弁護士として登録し、台北弁護士会に加入した:226:1。1918年（大正7年）10月に台中地方法院単独部の判官 (裁判官) に、次いで1920年（大正9年）6月には台湾総督府高等法院（現在の台湾高等法院）覆審部の判官に任命された。 1929年（昭和4年）には、同法院上告部の判官に昇進した:1:226。 1930年（昭和5年）、台北帝国大学文政学部政学科教授となり民事訴訟法を教えたほか、警察訓練所講師、産業組合講師、鉄道部講師などを務めた。また、台北の他の弁護士と共に「台北比較法学会」を組織した:228:17。
1941年（昭和16年）、十二指腸潰瘍を患い自宅療養したが、その後病状が悪化し、10月6日に台北帝国大学附属医院（現在の国立台湾大学附属医院）に入院、10月10日午前2時15分に死去した。 56歳没。没後、正四位が追贈された:1。1942年（昭和17年）、遺族は彼の蔵書2,000冊以上を台湾総督府図書館 (現在の国立台湾図書館) に寄贈した。このコレクションは「姉歯文庫」と呼ばれている:228-229。

## 著作
- 『祭祀公業並台湾ニ於ケル特殊法律ノ研究』、1934年、台湾月報発行所
- 『本島人ノミニ関スル親族法並相続法ノ大要』、1938年、台湾月報発行所

## 栄典
- 1926年（大正15年/昭和元年）12月 - 高等官三等[2]
- 1936年（昭和11年）3月 - 高等官二等[2]
- 1936年（昭和11年）5月 - 勲四等[2]
- 1937年（昭和12年）3月 - 従四位[2]
- 1941年（昭和16年）4月 - 高等官一等[2]